# Axel Bauer
Axel Bauer (Parigi, 7 aprile 1961) è un cantante francese.
Figura della scena rock francese, fu scoperto nel 1983 con la canzone "Cargo".
Più volte premiato con un disco d'oro, ha venduto tre milioni di dischi ed eseguito quasi 700 concerti in Francia e in Europa.

## Discografia
- Cargo (1984)
- Phantasmes (1985)
- Les nouveaux seigneurs (1987)
- Sentinelles (1990)
- Simple mortel (1998)
- Personne n'est parfait (2000)
- La désintégrale (2003)
- Bad Cowboy (2006)
- Peaux de serpent (2013)
- Live à Ferber (2017)